# John Newcombe Women's Pro Challenge
Il John Newcombe Women's Pro Challenge è un torneo professionistico di tennis giocato su campi in cemento. Fa parte dell'ITF Women's Circuit. Si gioca annualmente a New Braunfels negli Stati Uniti.

## Albo d'oro

### Singolare
| Anno | Campione       | Finalista     | Punteggio |
| ---- | -------------- | ------------- | --------- |
| 2012 | Melanie Oudin  | Mariana Duque | 6–1, 6–1  |
| 2013 | Anna Tatišvili | Elica Kostova | 6–4, 6–4  |

### Doppio
| Anno | Campioni                       | Finalisti                     | Punteggio         |
| ---- | ------------------------------ | ----------------------------- | ----------------- |
| 2012 | Elena Bovina Mirjana Lučić     | Mariana Duque Adriana Pérez   | 6–3, 4–6, [10–8]  |
| 2013 | Anna Tatišvili Coco Vandeweghe | Asia Muhammad Taylor Townsend | 3–6, 6–3, [13–11] |